# Titanic 2 – Die Rückkehr
Titanic 2 – Die Rückkehr ist ein Low-Budget-Katastrophenfilm von Shane Van Dyke, der von der Überfahrt des fiktiven Dampfschiffs Titanic II im Jahr 2012 erzählt, die in einem Unglück endet. Die 2010 erschienene Direct-to-DVD-Produktion der Filmeschmiede The Asylum ist keine Fortsetzung von James Camerons Titanic, sondern ein Mockbuster.

## Handlung
Im April 2012, 100 Jahre nach dem Untergang der Titanic, soll die Titanic II, ein Luxusdampfer im Stile der Titanic, die Überfahrt der Titanic auf gleicher Route wiederholen. Aufgrund der globalen Erwärmung brechen einige Eisfelsen in der Arktis ab, die Tsunamis heraufbeschwören. James Maine, der bei der Küstenwache arbeitet und den Abbruch beobachtet, versucht daraufhin, seine Tochter Amy Maine zu warnen, die auf dem Dampfer als Krankenschwester arbeitet. Diese ist mit ihrer Kollegin Kelly Wade auf Wunsch ihres ehemaligen Freundes Hayden Walsh, eines Playboys und des Besitzers der Titanic II, an Bord gekommen. Da erste Riesenwellen auf das Schiff zurollen, soll es evakuiert werden. Als die Titanic II von einer Breitseite erwischt wird, wird jedoch die Hälfte aller Rettungsboote zerstört und das Schiff droht zu sinken. Amy versucht unterdessen mithilfe Walshs, ihre Kollegin, die eingeklemmt ist, aus der sinkenden Titanic II zu retten. Bei dem Weg aus dem Schiff stirbt diese jedoch. Als ein sehr großer Teil einer Eisscholle abbricht, warnt James seine Tochter, keinesfalls in eines der Rettungsboote zu steigen, die verursachte Welle reiße alles, was im Wasser schwimme, mit sich, die Rettungsboote seien somit Todesfallen. Dies bestätigt sich später. James empfiehlt ihnen, sich in die Tauchbasis zu begeben. Dort angekommen bemerken die beiden jedoch, dass nur noch ein Tauchanzug vorhanden ist. Walsh überlässt den Anzug Amy Maine und ertrinkt, da das Wasser steigt und die beiden in dem Schrank für die Tauchausrüstung eingesperrt sind. Der Vater von Amy kommt schließlich mit einem Hubschrauber, um Amy zu retten. Während der Hubschrauber ebenfalls verunglückt, schaffen Tochter und Vater es, ein zuvor abgeworfenes Rettungsboot zu erreichen. Die Tochter versucht den Leichnam Hayden Walshs wiederzubeleben, gibt schließlich jedoch auf, während die Sonne über dem Meer aufgeht.

## Hintergrund

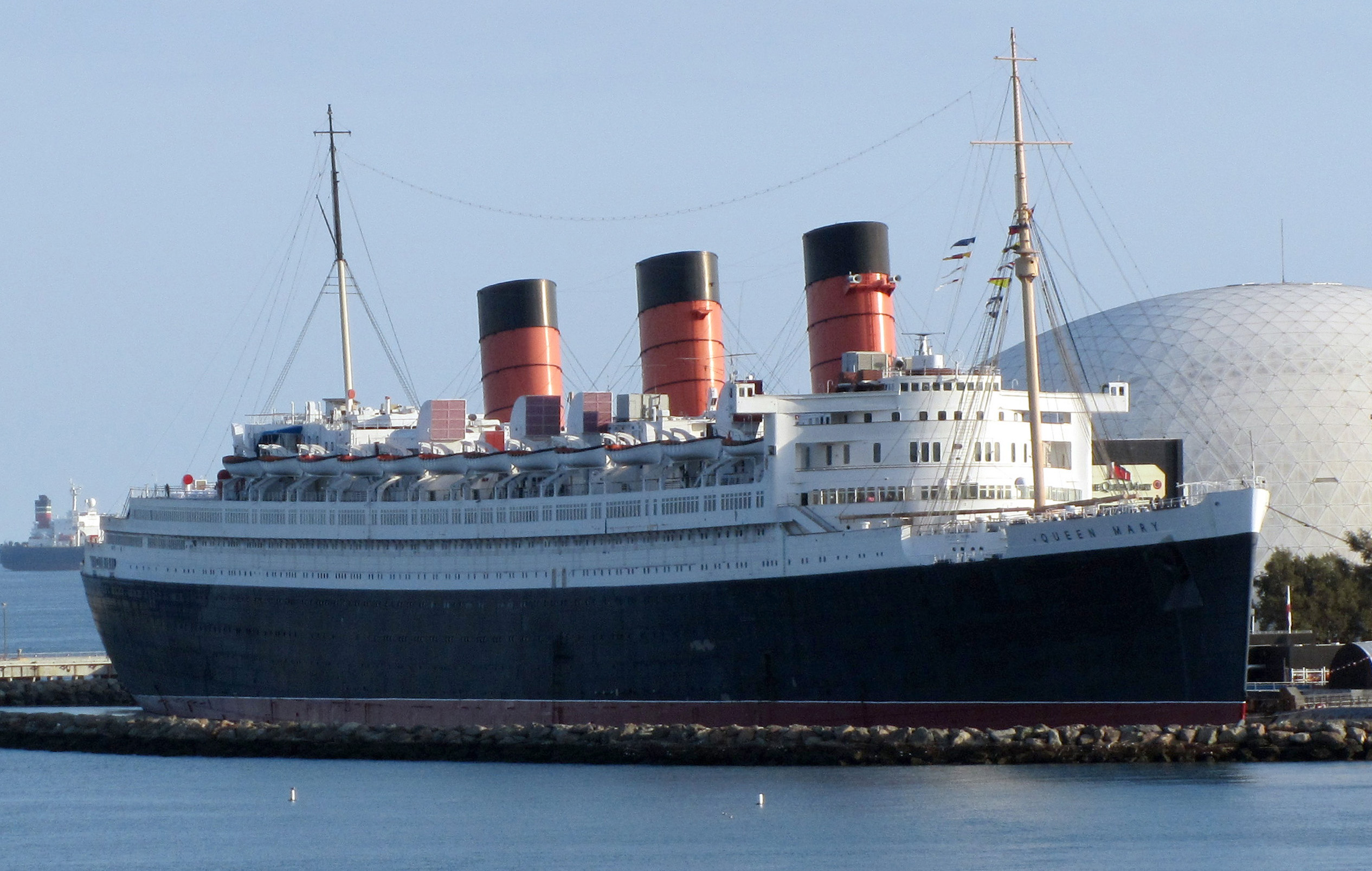
Die Queen Mary, die als Double der Titanic II diente

Der Film stammt aus der Low-Budget-Filmschmiede The Asylum, die mit erfolgreichen Filmen nachempfundenen Titeln und Pseudofortsetzungen Geld verdient. Titanic II wurde auf der Queen Mary für etwa 500.000 US-Dollar gedreht. Neben einigen Logik- und Anschlussfehlern fallen vor allem die schlechten Spezialeffekte des Filmes auf, auch die Story weist einige Schwächen auf. Am 7. März 2014 wurde der Film im Rahmen der Tele-5-Sendung Die schlechtesten Filme aller Zeiten gezeigt.

## Kritiken
Der Film erhielt sehr negative Kritiken. So beschrieb Cinema: „Die Geschichte wiederholt sich als Trash. Fazit: Bitte im Marianengraben versenken“.
Auch Filmstarts bezeichnete den Film als „Trashfilm der übelsten Sorte“, der mit dem Original bloß noch den Eisberg gemein habe. Van Dyke gelinge es zu keinem Zeitpunkt, Spannung oder gar Glaubwürdigkeit zu erzeugen. Einzig die Spezialeffekte, die sich nicht mal mit der TV-Wettervorhersage messen können, würden anfangs noch zum Schmunzeln anregen.